# 邱俊榮
邱俊榮（1968年—），中華民國海軍中將，2024年1月1日就任海軍司令部參謀長，曾任國防部駐美軍事代表團少將團長、國防部聯三少將助次、海軍146艦隊226戰隊上校戰隊長、海軍司令部軍事情報處上校處長、國防部駐檀香山連終組上校組長、鄭和軍艦艦長。畢業於海軍官校79年班、美國海軍指揮參謀學院、美國海軍戰爭學院、美國沙爾瓦瑞金納大學國際關係碩士。